# Орнатовиці
Орнатовиці (пол. Ornatowice) — село в Польщі, у гміні Грабовець Замойського повіту Люблінського воєводства.
Населення — 197 осіб (2011).
У 1975-1998 роках село належало до Замойського воєводства.

## Демографія
Демографічна структура станом на 31 березня 2011 року:
|          | Загалом | Допрацездатний вік | Працездатний вік | Постпрацездатний вік |
| -------- | ------- | ------------------ | ---------------- | -------------------- |
| Чоловіки | 92      | 17                 | 58               | 17                   |
| Жінки    | 105     | 9                  | 52               | 44                   |
| Разом    | 197     | 26                 | 110              | 61                   |